# 2010 en automobile
Pour un article plus général, voir Chronologie de l'automobile.
2009 en automobile - 2010 en automobile - 2011 en automobile

## Nouveaux modèles

### En Allemagne
- Opel lance l'Opel Astra en version compacte.
- Nouvelle BMW Série 5 commercialisée en mars 2010 suivi de la version break en septembre 2010[1].
- Mercedes-Benz Classe E sort en version cabriolet.

### En France
- La Fluence remplace la Mégane tricorps chez Renault.
- Commercialisation de la Mégane II RS.
- Lancement de la Twingo Gordini RS
- Production de la Peugeot RCZ et commercialisation en avril.
- Commercialisation de la Citroën DS3 début 2010 en concession, ayant été vendue quelques mois auparavant en 1000 exemplaires sur internet seulement[2].

### En Italie
- Lancement de l'Alfa Roméo Giulietta.
- La Maserati GranTurismo apparaît en version cabriolet.

### Au Royaume-Uni
- Mini sort sa nouvelle gamme en version coupé.

### Au Japon
- Double sorties chez Nissan avec le Nissan Cube et le Nissan Qashqai restylé.